# Biserica de lemn din Borleasa

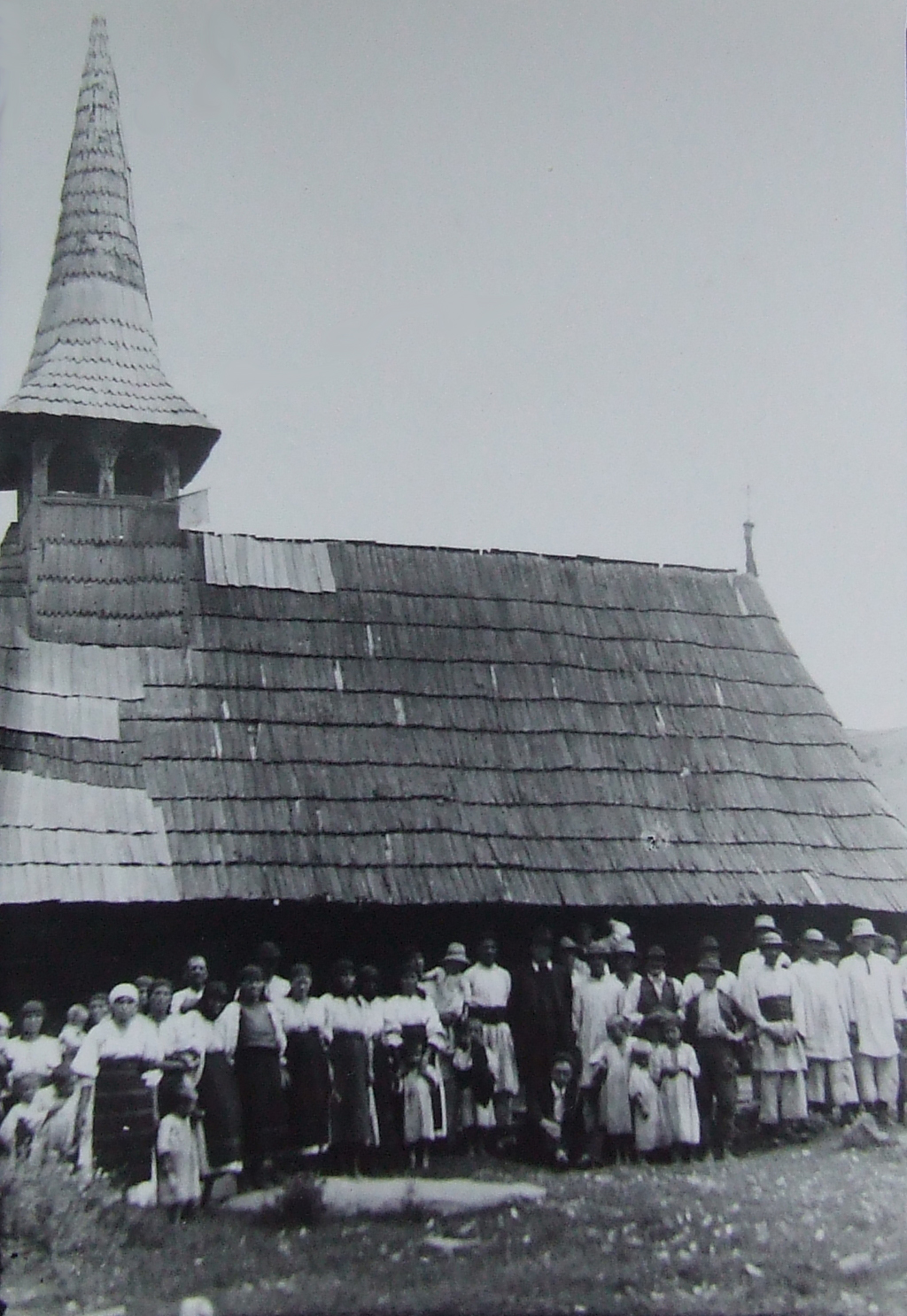
Vechea biserică de lemn greco-catolică din Borleasa

Vechea biserică de lemn greco-catolică din Borleasa avea hramul "Sfinții Arhangheli Mihail și Gavriil". Fiind înlocuită începând din anul 1938 de o nouă biserică de zid, vechea biserică de lemn a fost abandonată și, în final demolată. Cu toate acestea, informații despre aspectul ei, despre odoarele pe care le avea și erau folosite la sfintele slujbe le regăsim într-un protocol întocmit de către protopopul Vasilie Szilasi la data 29 aprilie 1846.

## Istoric și trăsături
La data întocmirii protocolului amintit, biserica se prezenta astfel: era construită din lemn și avea turn, turn ce adăpostea două clopote. Intrarea în biserică se facea prin pronaos, printr-o ușă de lemn, simplă, fără închizătoare. Biserica femeilor era tăvănită, având tavanul zugrăvit în alb iar pereții pictați. Aici se afla o măsuță, învelită cu o față de masă de cânepă albă. Pe măsuță se aflau icoane pentru închinăciune, icoane pe sticlă și pe lemn. Intrarea în biserica bărbăților, adică în naos se făcea printr-o ușă simplă de lemn, vopsită, cu închizătoare de lemn. Naosul avea bolta obișnuită, încăperea fiind "de multu zugrevită". Din bolta naosului atârna un candelabru de aramă și un heruvim de lemn. Cantorii aveau două măsuțe acoperite cu pânză de cânepă albă. Pentru închinare și pentru parastase o măsuță era plasată spre mijlocul bisericii, învelită cu o față de masă de cânepă. Pe măsuță se afla o cruce de lemn de care era sprijinită o icoană ce reprezenta Învierea precum și două sfeșnice de lemn. Lângă strana din dreapta se afla un scaun pe care erau așezate cărțile bisericii. Iconostasul conținea 9 icoane de lemn, mai mari, încă 5 tot de lemn, mai mici și tot mici, încă două icoane pe sticlă. Intrarea în altar se făcea prin intermediul a două uși. Ușile împărătești erau scobite și pictate. Ușa diaconească lipsea, spațiul intrării fiind acoperit cu o perdea din carton. O perdea asemănătoare acoperea și spațiul din spatele ușilor împărătești. Masa altarului era din lemn de fag și se sprijinea pe un prestol din lemn. Era acoperită cu o față de masă de lână, una de in și una de giulgiu. Peste toate acestea era așezată o "neframe pestrice". Pe masă era așezată o icoană de lemn cu două părți ce se puteau deschide, cu sertărașe. Tot aici se află un pixis de lemn pentru ținerea sfintei cuminecături dar și un sfeșnic de aramă. În proscomidie se afla o mică cutie de lemn în care erau ținute și lumânările. Veșmintele erau păstrate într-o ladă săsească. Absida altarului era boltită, pereții fiind pictați. La fel ca și naosul, altarul nu avea pardoseală.
Pentru desfășurarea în bune condiții a slujbelor religioase, biserica deținea următoarele: potir, disc, stea și lingură de cuminecătură, toate din argint, pentru anafură o farfurie de cositor și de lemn, cădelnița fiind din aramă. În ceea ce privește cărțile pe care biserica le deținea la data respectivă, protocolul consemnează: o evanghelie, un liturghier, un minologhion, un triod, un strasnic, un pentecostar și un "apostolieru".